# Реґі-рок
Реґі-рок (англ. Reggae rock) — піджанр реґі та рок-музики. Являє з себе суміш таких жанрів, як реґі, року та ска.

## Виконавці
Термін використовується  для класифікації таких гуртів, як The Police, Men at Work, Sublime, Sublime with Rome, Pepper, Slightly Stoopid, The Expendables, Iration, Dirty Heads, Rebelution, 311 і, певною мірою, важчих гуртів таких як: Fishbone і Bad Brains.

## Популярність
Зростання популярності реггі-року припало на кінець 1990-х і 2000-их років, і пов'язано це перш за все з появою гуртів Skindred та Sublime. Зокрема, завдяки синглу "Lay Me Down" що вийшов у 2010 році, та довго протримався на 1-му рядку чартів Alternative Songs і Rock Songs.
З наростанням популярності реґі-року цей жанр був включений до першого Каліфорнійського фестивалю музики та мистецтва у 2010 році.